# Clerks 2
Série View Askewniverse
Jay et Bob contre-attaquent
(2001) Jay et Bob contre-attaquent… encore
(2019)
Pour plus de détails, voir Fiche technique et Distribution.
Clerks 2 ou Commis en folie 2 au Québec est une comédie américaine réalisée par Kevin Smith et sortie en 2006. C'est une suite de Clerks : Les Employés modèles, sorti en 1994. Il s'agit du 6e long métrage du View Askewniverse.

## Synopsis
Douze ans après, Dante Hicks et son ami Randal Graves travaillent toujours au Quick Stop, une épicerie de Leonardo dans le New Jersey. Mais un matin alors que Dante ouvre le store métallique, il découvre que l'épicerie est en feu. Randal a encore « oublié » d'éteindre la machine à café...
Quelques mois plus tard, Dante et Randal sont désormais employés du Mooby's, un fast-food dirigé par Becky Scott. Jay et Silent Bob, qui squattaient toujours devant le Quick Stop, les ont suivi et glandent désormais devant le restaurant. Randal n'arrête pas de se quereller avec un autre employé de Mooby's, le jeune Elias. Mais Dante annonce à Becky et Randal qu'il va les quitter pour suivre sa future femme, Emma, en Floride, où le père de cette dernière lui offre un logement et un emploi.
Randal, triste du départ de son meilleur ami, organise une fête en son honneur et veut réhabiliter une expression, qui selon lui, n'est pas raciste. Becky, après un cours de danse pour Dante, apprend que ce dernier est amoureux d'elle. De plus, elle lui annonce qu'elle est enceinte de lui. Dante est alors balancé entre partir avec Emma et démarrer une nouvelle vie ou rester avec Becky, qu'il aime depuis un moment.

## Fiche technique
- Titre : Clerks 2
- Titre québécois : Commis en folie 2
- Réalisation et scénario : Kevin Smith
- Décors : Robert Holtzman
- Costumes : Roseanne Fiedler
- Photographie : David Klein
- Montage : Kevin Smith
- Musique : James L. Venable
- Production : Scott Mosier, Kevin Smith et Harvey Weinstein
- Sociétés de production : View Askew Productions et The Weinstein Company
- Sociétés de distribution : The Weinstein Company, Metro-Goldwyn-Mayer (USA) ; Paramount Pictures (UK) ; Alliance Atlantis (Canada)
- Budget : 5 millions de dollars[2]
- Pays d'origine :  États-Unis
- Langue originale : anglais
- Format : couleur - 35 mm - 1,85:1 - son Dolby Digital
- Genre : comédie
- Durée : 97 minutes
- Dates de sortie[3] : 
  - France : 26 mai 2006 (festival de Cannes 2006, séance de minuit - hors compétition[4])
  - États-Unis : 21 juillet 2006
  - France : 9 septembre 2006 (festival du cinéma américain de Deauville)
  - Belgique : 29 novembre 2006
  - France : 2 mai 2007

## Distribution
- Brian O'Halloran (VF : Olivier Brun ; VQ : Jean-François Beaupré) : Dante Hicks
- Jeff Anderson (VF : Vincent Ropion ; VQ : Patrick Chouinard) : Randal Graves
- Rosario Dawson (VF : Sara Martins ; VQ : Hélène Mondoux) : Becky
- Jason Mewes (VF : Vincent Barazzoni ; VQ : Benoît Éthier) : Jay
- Kevin Smith : Silent Bob
- Trevor Fehrman (VF : Franck Lorrain ; VQ : Philippe Martin) : Elias Grover
- Jennifer Schwalbach Smith (VQ : Johanne Garneau) : Emma Bunting
- Jason Lee (VQ : Daniel Picard) : Lance Dowds
- Rachel Larratt : la fille qui tire son ami par l'oreille
- Shannon Larratt : l'ami en question
- Wanda Sykes : la femme
- Earthquake : le mari
- Ben Affleck : un client
- Sarah Ault : l'étudiante de l'école catholique
- Kevin Weisman : le client, fan du Seigneur des anneaux
- Zak Knutson : Sexy Stud
- Ethan Suplee : un des 2 adolescents qui achètent de la drogue à Jay et Bob

Source et légende : version française (VF) sur le site d'AlterEgo (la société de doublage / version québécoise (VQ) sur le site de Doublage Québec (la société de doublage))

## Production

### Genèse et développement
En 1999, le générique de fin de Dogma indique que le titre du film sera Clerks 2: Hardly Clerkin (en référence au film Hardly Working de Jerry Lewis). Kevin Smith décide ensuite de le rebaptiser The Passion of the Clerks pour parodier La Passion du Christ de Mel Gibson. Le titre est finalement simplifié en Clerks II'.

### Attribution des rôles
Le rôle de Lance Dowds devait initialement être interprété par Matt Damon, mais comme ce dernier ne pouvait pas se libérer du tournage de Raisons d'État, Jason Lee reprit le personnage et tourna sa scène lors d'un jour de repos de sa série Earl.
Jennifer Schwalbach Smith, qui interprète Emma Bunting, est la femme du cinéaste. On peut également apercevoir leur fille Harley Quinn Smith, quand Dante passe en voiture devant un restaurant et qu'il salue de la main une petite fille.
Shannon Larratt et Rachel Larratt, la fille qui tire son ami par l'oreille, sont les propriétaires de BMEZine.
Grand amateur de la série Arrested Development, Kevin Smith voulait David Cross pour jouer le fan du Seigneur des Anneaux. Mais l'acteur n'était pas disponible. La femme du producteur Scott Mosier leur suggéra alors Kevin Weisman.
Alec Baldwin, qui doublait un personnage de la série d'animation Clerks, a failli incarner le père de Randal le temps d'un caméo.
Sarah Silverman, Rachel Weisz, Bryce Dallas Howard, Liv Tyler ou encore Ellen Pompeo ont été envisagées pour le rôle de Becky, avant que Rosario Dawson ne soit choisie.

### Tournage
Le tournage s'est déroulé du 10 octobre au 18 novembre 2005 à Leonardo, Middletown et Red Bank, dans le New Jersey.

## Bande originale
- Everything, interprété par Alanis Morissette
- Misery, interprété par Soul Asylum
- Welcome Home, interprété par King Diamond
- Goodbye, Horses, interprété par Q Lazzarus
- ABC, interprété par The Jackson Five
- 1979, interprété par The Smashing Pumpkins
- (Nothing But) Flowers, interprété par Talking Heads
- The Invisable Guests, composé par King Diamond et interprété par Jason Mewes et Jeff Anderson
- Raindrops Keep Fallin' on My Head, interprété par B. J. Thomas
- Naughty Girls (Need Love Too), interprété par Samantha Fox
- Think Fast, interprété par All Too Much

Le vidéoclip de la chanson 1979 du groupe The Smashing Pumpkins a été tourné dans la même épicerie que celle du film, déjà utilisée dans Clerks.

## Distinctions

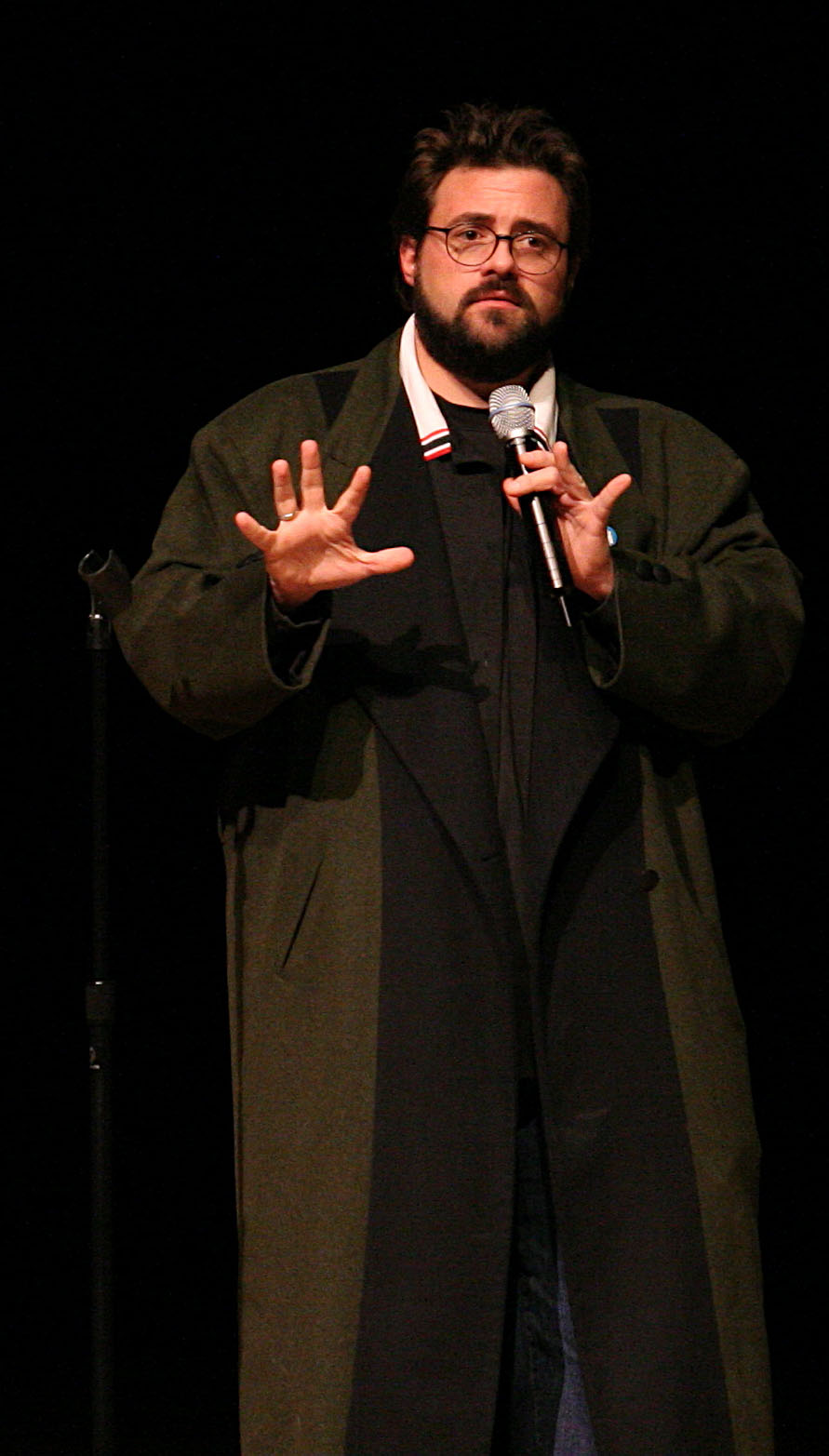
Le réalisateur Kevin Smith, en février 2006.

### Récompenses
- Festival international du film d'Édimbourg 2006 : prix du public[9]
- MTV Movie Awards 2007 : « Dirtiest Mouth Moment » pour Kevin Smith et Jason Mewes

### Nomination
- Empire Awards 2007 : meilleure comédie